# Be alive
「be alive」（ビー・アライヴ）は、小柳ゆきの5枚目のシングル。

## 概要
- アルバム『EXPANSION』の先行シングル。
- シングルでは初のオリコン1位を獲得[1]。シングルで1位を獲得したのは現在このシングルのみ。
- 小柳は、本楽曲で第33回日本有線大賞のグランプリを受賞した。

## 収録曲
1. be alive
作詞：小柳ゆき、樋口侑　作曲・編曲：原一博
カネボウ「テスティモ」CMソング
2. prove my heart
作詞：川村ヒロ　作曲・編曲：原一博
3. prove my heart < Sunset Remix >
4. be alive < Instrumental >
5. prove my heart < Instrumental >

## 収録アルバム
be alive
- 『EXPANSION』
- 『MY ALL <YUKI KOYANAGI SINGLES 1999-2003>』
- 『The Best Now & Then 〜10th Anniversary〜』※アレンジ、新録音して収録
- 『THE BEST OF YUKI KOYANAGI ETERNITY 〜15th Anniversary〜』
- 『The Best of Yuki Koyanagi 2015 Here For You 〜Universal Selection〜』※アレンジ、新録音して収録

prove my heart
- 『EXPANSION』

## カバー
| リリース      | アーティスト | 収録作品                                   | 備考 |
| ------------- | ------------ | ------------------------------------------ | ---- |
| 2012年11月7日 | Ms.OOJA      | カバーアルバム「WOMAN -Love Song Covers-」 |      |